# Caenurgina agricola
Caenurgina agricola är en fjärilsart som beskrevs av Augustus Radcliffe Grote och Robinson 1868. Caenurgina agricola ingår i släktet Caenurgina och familjen nattflyn. Inga underarter finns listade i Catalogue of Life.